# Piero Pacini
Piero Pacini (* um 1440 in Pescina; † um 1513 in Florenz) war ein italienischer Buchdrucker.
Pacini war wohl der bekannteste florentinische Verleger des späten 15. Jahrhunderts. Er spezialisierte sich auf italienische Werke mit Holzschnitt-Illustrationen, darunter z. B. „Aesops Fabeln“ (1496) und Francesco Petrarca „Trionfi“ (1499). 1505 druckte er die „Lettera delle isole nuovamente ritrovate“ von Amerigo Vespucci.